# Żarnowiec (województwo śląskie)

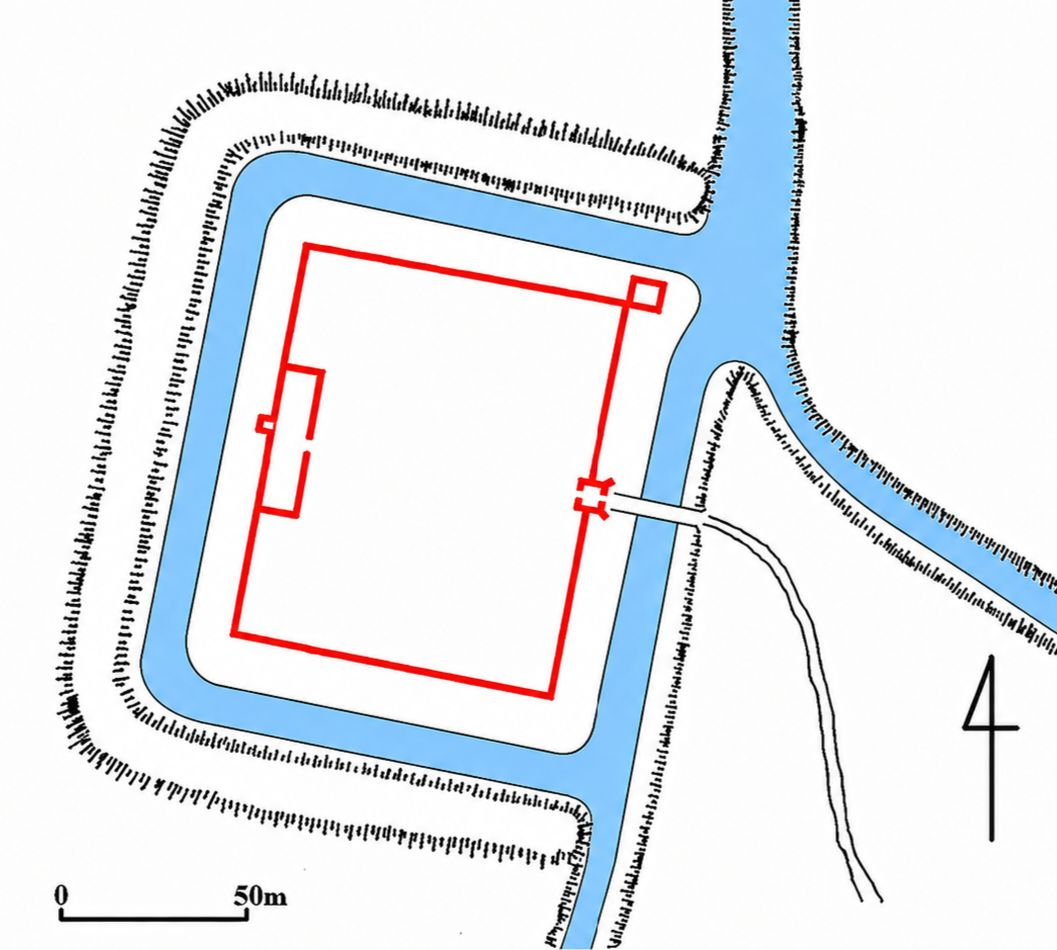
Plan zamku w Żarnowcu

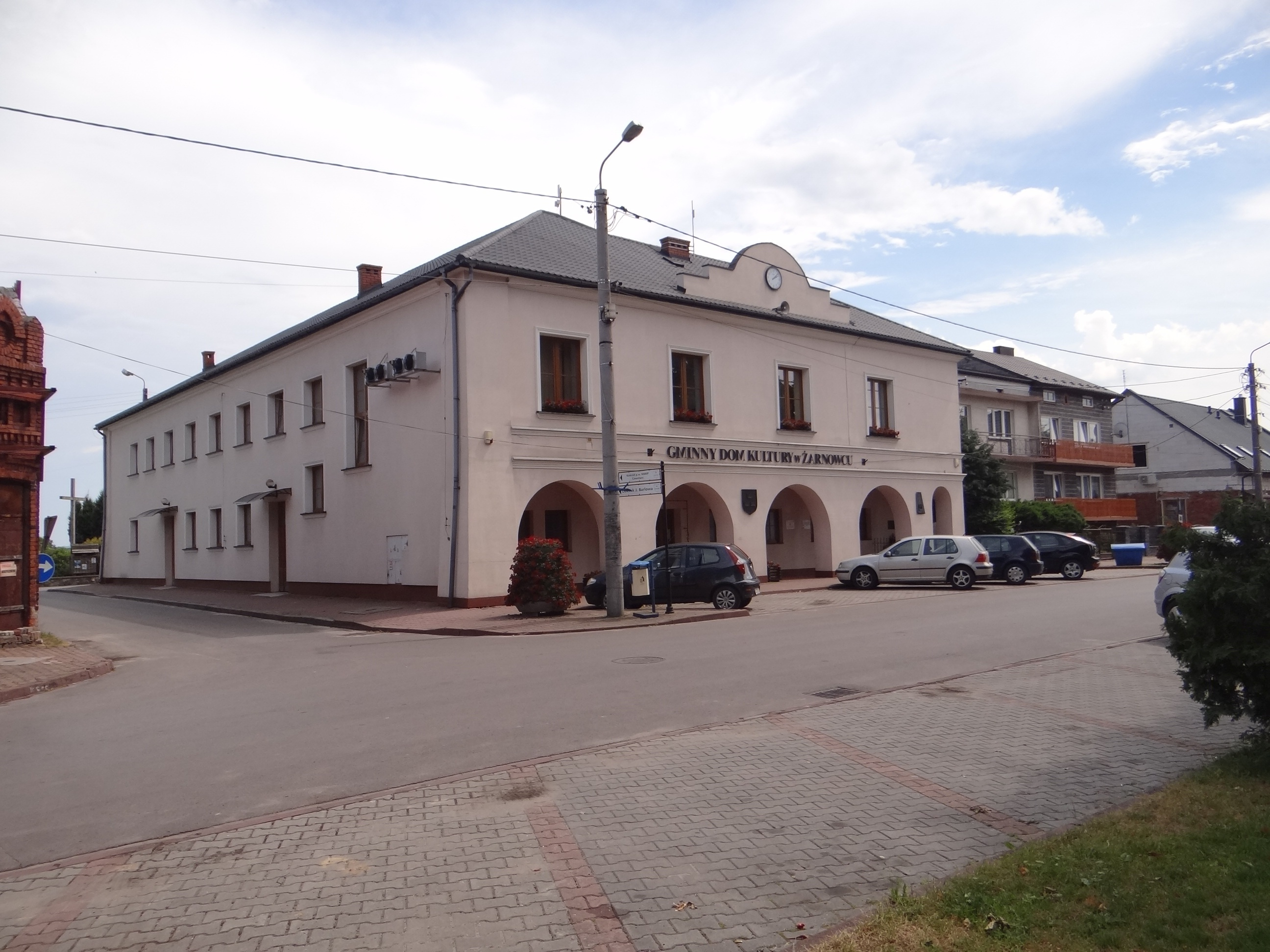
Gminny Dom Kultury

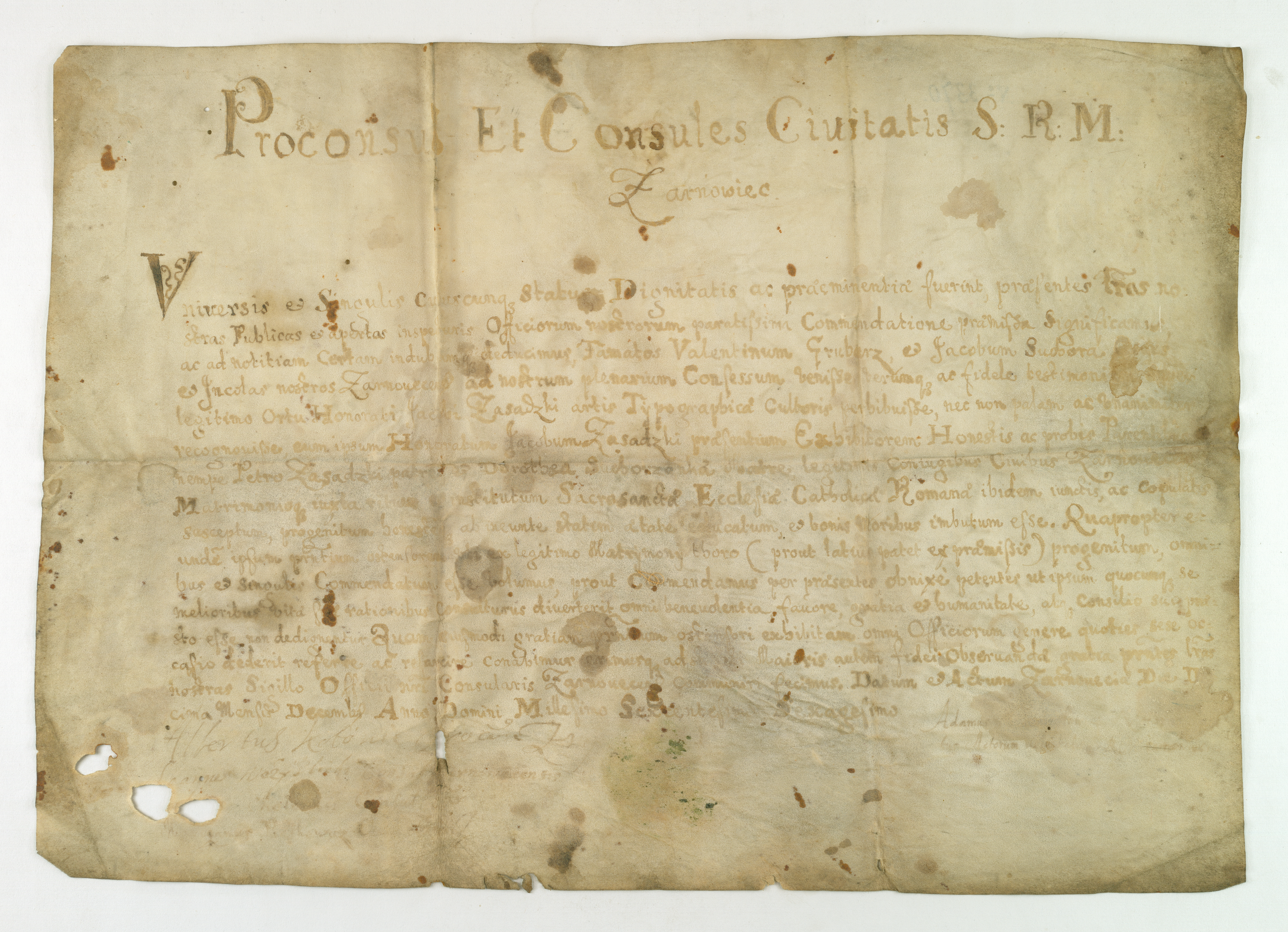
Dokument z 1660 roku

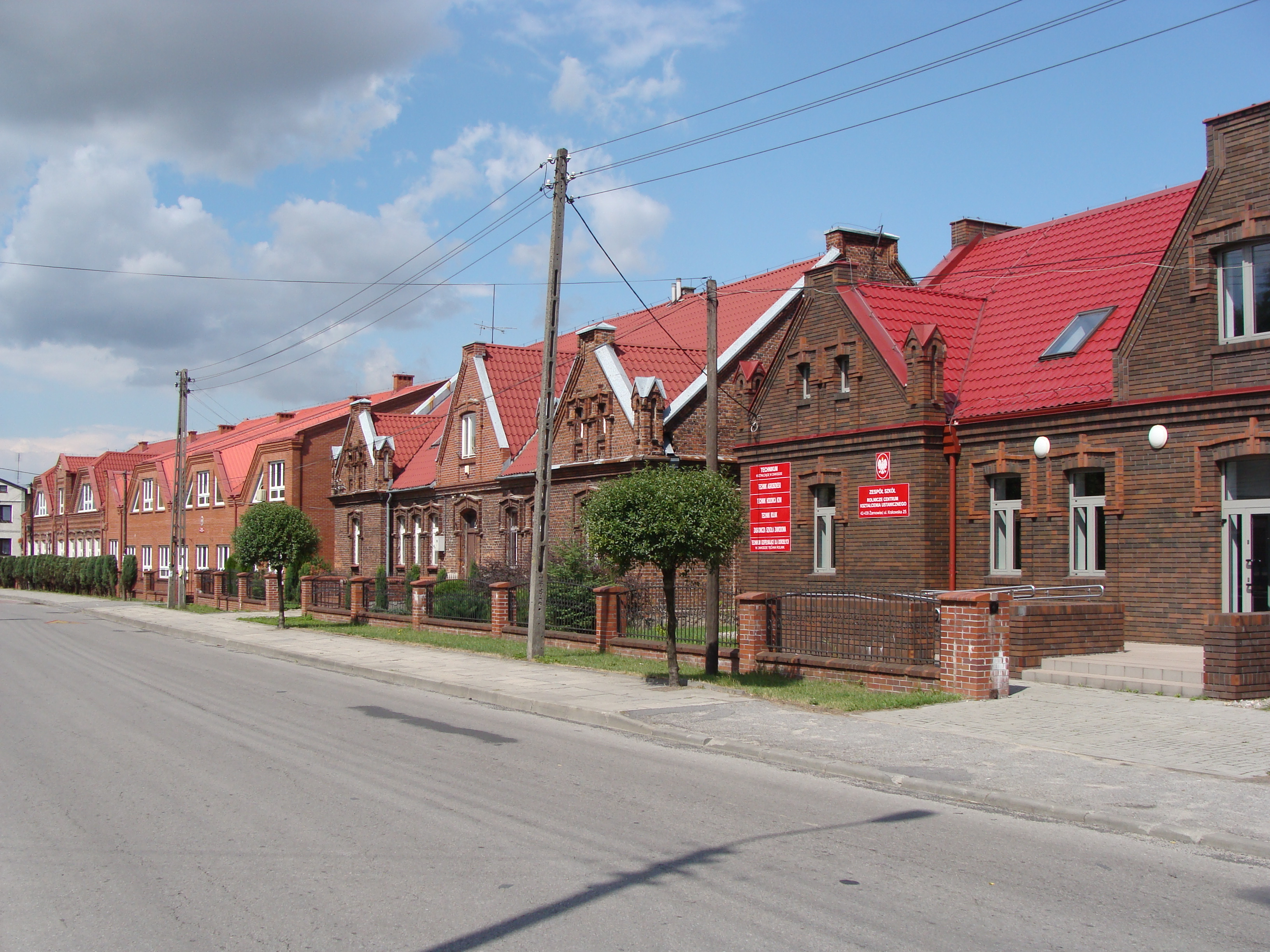
Ulica Krakowska

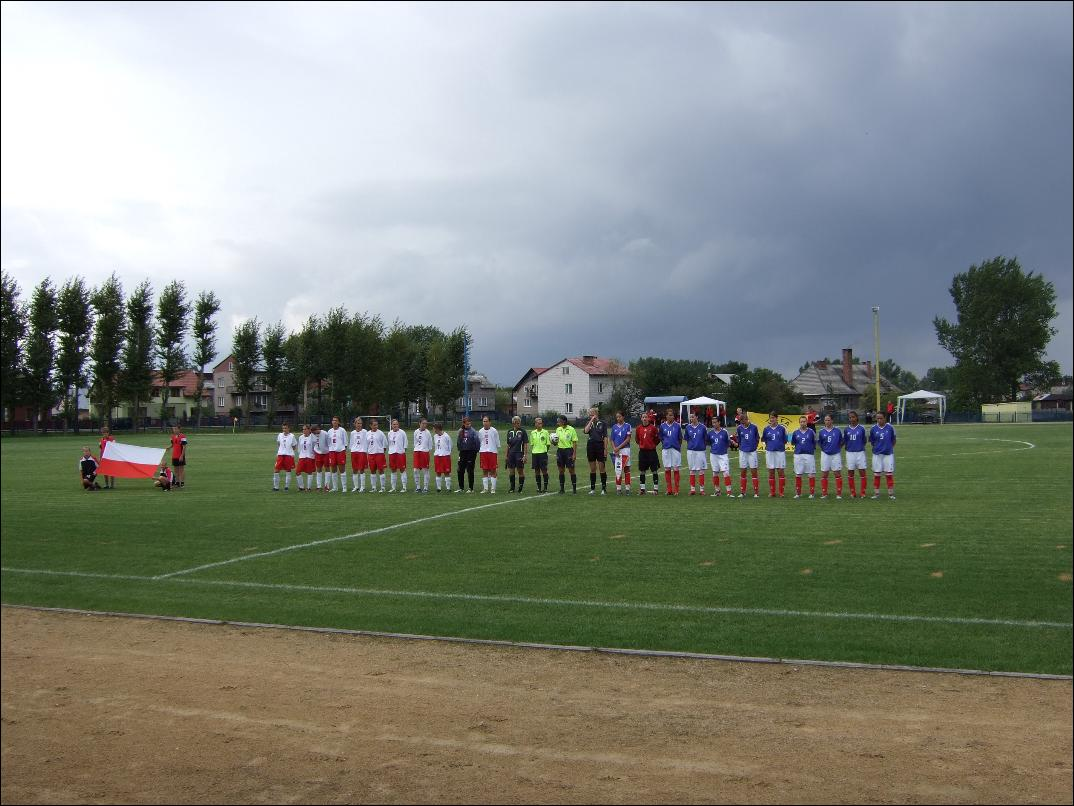
Mecz piłki nożnej kobiet U17 Polska-Francja

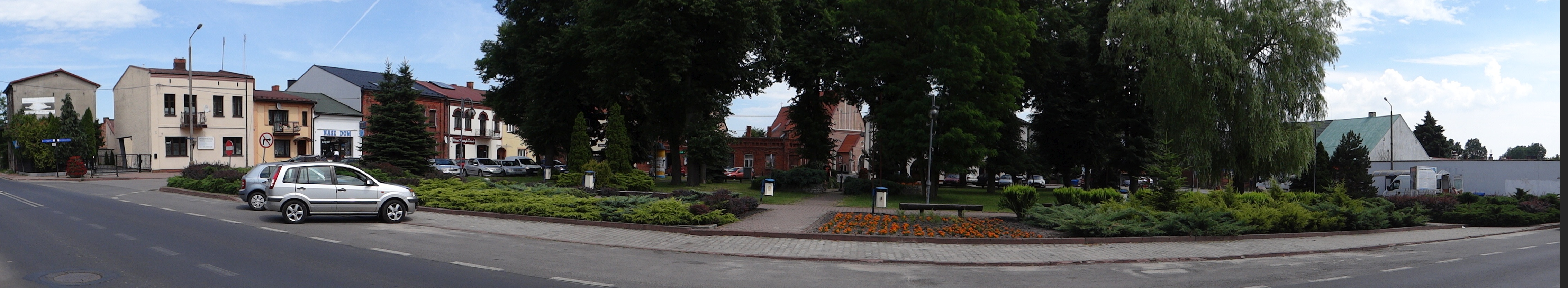
Rynek

Żarnowiec – wieś w Polsce położona w województwie śląskim, w powiecie zawierciańskim, w gminie Żarnowiec. Miejscowość jest siedzibą gminy Żarnowiec. Dawniej miasto (do 1870). W latach 1975–1998 miejscowość należała administracyjnie do województwa katowickiego.

## Położenie
Żarnowiec leży w północno-wschodniej części województwa województwa śląskiego, nad rzeką Pilicą, na pograniczu Wyżyny Miechowskiej i Progu Lelowskiego – makroregion Wyżyna Krakowsko-Częstochowska. Na północnym skraju miejscowości, do Pilicy, wpada mała rzeka, Uniejówka.
Odległości:
- Zawiercie – 30 km
- Kraków – 50 km
- Dąbrowa Górnicza – 52 km
- Katowice – 70 km
- Częstochowa – 70 km
- Kielce – 75 km

## Toponimia
Miejscowość w formie zlatynizowanej staropolskiej formie Zarnowyecz notuje Gall Anonim w swojej Kronice polskiej spisanej w latach 1112–1116.
Nazwę miejscowości w zlatynizowanych staropolskich formach Zarnowyecz oraz Antiqua Zarnowyecz wymienia w latach (1470-1480) Jan Długosz w księdze Liber beneficiorum dioecesis Cracoviensis.

## Historia

### W cieniu legend
Początki osadnictwa na tym terenie poprzedzają istnienie państwa polskiego, sięgając w epokę plemienną. Legenda głosi, że w miejscu, gdzie obecnie znajduje się kościół św. Wojciecha, stał posąg Świętowita. Miejscowe podania mówią również o obecności na ziemi żarnowieckiej św. Wojciecha, podążającego z Krakowa do Gniezna w 996/997 r. Za sprawą modlitw wspomnianego biskupa miało wytrysnąć źródło, aby zaspokoić pragnienie słuchaczy Słowa Bożego. Żarnowiec już wtedy stanowić musiał tzw. czoło opola, czyli główny ośrodek wspólnoty sąsiedzkiej na tym terenie.

### Po raz pierwszy w historii
Pierwsza wzmianka o istnieniu Żarnowca pochodzi z kroniki Galla Anonima. Autor podaje, iż pod Żarnowcem miało miejsce spotkanie Władysława Hermana ze swoimi synami – Zbigniewem i Bolesławem. Większość historyków datuje to wydarzenie na 1098 r. W wyniku porozumienia zwaśnionych stron, Herman po raz pierwszy zobowiązał się oddalić od władzy palatyna Sieciecha.

### Miasto wędrujące
Żarnowiec stanowi przykład miasta wędrującego, co oznacza, iż w przeciągu lat zmieniło się jego pierwotne położenie. Początkowo usytuowany był na terenie dzisiejszych Łanów Wielkich, skąd został przeniesiony 3 km w górę rzeki Pilica, gdzie pozostaje do dziś. Przyjmuje się, że lokacji miasta na nowym miejscu i prawie magdeburskim dokonał Kazimierz Wielki (lata pomiędzy 1326 a 1340 r.). Dawną osadę przemianowano na Stary Żarnowiec (w 1388 r. nazywała się już Łany, a w 1529 r. Łany Wielkie). Istnieją racjonalne hipotezy, jakoby Żarnowiec posiadał prawa miejskie tzw. polskie już w XIII w. (z nadania prawdopodobnie Bolesława Wstydliwego). Nie zachowały się jednak jakiekolwiek zapiski źródłowe definitywnie potwierdzające to przypuszczenie.

### Parafia
Pierwszym kościołem parafialnym była świątynia pw. św. Wojciecha (dziś w Łanach Wielkich). Sam kościół powstał pomiędzy rokiem 999 a 1243. Po wybudowaniu (I poł. XIII w.) kościoła pw. Narodzenia NMP w Nowym Żarnowcu, parafia starożarnowiecka włączona została w obręb nowo powstałej parafii miejskiej jako jej filia. Wraz ze wzrostem znaczenia miasta funkcja proboszcza stała się wyłącznie tytularną. Pełniący ową funkcję nierzadko w ogóle nie przebywali na terenie parafii, zarządzając nią poprzez wyznaczonych wikariuszy – przypuszczalnie jednego w Żarnowcu, a drugiego w Łanach. Proboszczami parafii byli m.in. rektorzy Akademii Krakowskiej Maciej z Kobylina i Mikołaj z Kalisza. W 1403 r. biskup kijowski Michał Treska ufundował szpital oraz kościółek pw. św. Krzyża, rozszerzony o wezwania Narodzenia NMP i św. Grobu. Powołano kolejnego wikariusza podległego proboszczowi żarnowieckiemu. Z biegiem czasu wyodrębniła się parafia szpitalna, której kres położył pożar kościółka w 1817 r. Podział parafii żarnowieckiej na dwie odrębne – żarnowiecką i wielkołańską nastąpił w 1857 r.
Obecnie parafia żarnowiecka należy do dekanatu żarnowieckiego, diecezji kieleckiej.

### Od rozkwitu do upadku
Najdonioślejszą rolę w historii miasta odegrał Kazimierz Wielki, lokując je na prawie magdeburskim. Za jego sprawą powstał murowany zamek na planie prostokąta oraz kościół Narodzenia NMP. W latach 1355–56 na zamku w Żarnowcu król przetrzymywał swoją żonę Adelajdę z Hesji. Za jej wstawiennictwem ozdobiono freskami kościół św. Wojciecha. Sam król Kazimierz w latach 1341-1365 często przebywał na miejscowym zamku, na którym polecił zbudować nowy dom zamkowy, a w 1369 r. odnowił dawne przywileje i potwierdził prawa miejskie. W XIV w. Żarnowiec stał się ośrodkiem administracji terytorialnej. Działała tutaj komora celna, rozpoczęły się pierwsze jarmarki. W 1391 r. potwierdzone jest już istnienie powiatu sądowego. Kolejne lata to systematyczny rozkwit miasta. O dużym znaczeniu osady świadczy fakt, iż w uchwalonym podziale województwa krakowskiego obok powiatu krakowskiego i proszowickiego znalazł się również powiat żarnowiecki. Pod koniec XIV w. i w I poł. XV w. miasto było miejscem, w którym zbierał się sąd ziemski dla okolicznej szlachty.
Wiek XV i XVI stanowił najpomyślniejszy okres w rozwoju omawianej jednostki osadniczej. W XVI w. miasto osiągnęło apogeum świetności, stając się siedzibą starostwa niegrodowego. W 1570 roku działało tutaj aż 50 piwowarów. Wzrosła również liczba domostw (z 196 w 1569 r. do 245 w 1620 r.). Rozwój miasta był możliwy dzięki usytuowaniu na starym szlaku prowadzącym z Krakowa na Śląsk oraz do Wielkopolski. Przez Żarnowiec wiodła również droga do Warszawy jako nowej stolicy RP.
Pierwszy poważny kryzys pojawił się wraz z potopem szwedzkim. W wyniku grabieży i pożarów wznieconych przez nieprzyjaciela liczba domostw spadła do 100. Wielki pożar z 1697 r. zniszczył większość tego, co pozostało z najazdu Szwedów. W 1756 r. na 129 domostw 78 stało pustych. Dopiero pod koniec XVIII w. liczba domów osiągnęła liczbę 155. Było ich zatem więcej niż w Olkuszu, Skale czy Wolbromiu, ale mniej niż w pobliskiej Pilicy, co wskazuje, że Żarnowiec był jeszcze dosyć dużym miastem. Wzrost liczby ludności wiąże się jednak z napływem Żydów, którzy w II połowie XIX w. przewyższyli już ludność polską. W mieście powstała żydowska synagoga, cmentarz oraz 3 szkoły wyznaniowe tzw. chedery (w 1906 r. było ich już 6). W 1775 r. miał miejsce pożar zamku, który częściowo został rozebrany. W 1794 r. w pobliskiej Woli Libertowskiej na kwaterze stanął król pruski Fryderyk Wilhelm II, skąd ruszyć miał w stronę Szczekocin, gdzie 6 czerwca (po połączeniu z wojskami rosyjskimi gen. Adriana Denisowa) pokonał oddziały Tadeusza Kościuszki. W latach 1795–1809 Żarnowiec wchodził w skład zaboru austriackiego. Dnia 26 XII 1812 r. zmarł w Żarnowcu, wracający z Warszawy, Minister Pełnomocny Stanów Zjednoczonych Ameryki przy Cesarzu Francuzów i Królu Włoskim – Joel Barlow – poeta, filozof, polityk i dyplomata. Pochowany został na cmentarzu przykościelnym.
Po 1815 r. Żarnowiec znalazł się w obrębie Królestwa Polskiego. Kolejny wielki pożar miasta w 1816 r. oraz budowa szosy Kraków-Miechów-Warszawa (do 1836 r.), omijającej dawny szlak warszawski, definitywnie przekreśliły szansę na odzyskanie dawnej świetności Żarnowca. W czasie powstania styczniowego działały tutaj 3 agendy władz obwodowych Rządu Narodowego. 20 lutego 1863 r. doszło do bitwy grupy powstańców z oddziałami rosyjskimi. Na mocy ukazu carskiego z 1 czerwca 1869 r. Żarnowiec utracił prawa miejskie.

## Zabytki
- Średniowieczny układ urbanistyczny (XIV w.) z centralnie umieszczonym rynkiem
- Kościół Narodzenia NMP i św. Jakuba Starszego z XIV w. (zamknięty poza nabożeństwami)[potrzebny przypis]
- Kopiec Kościuszki z 1918 r. zwieńczony popiersiem Naczelnika
- Marmurowa płyta pamiątkowa ku czci 60 rozstrzelanych przez hitlerowców mieszkańców Żarnowca i okolicznych wsi podczas dwóch masowych egzekucji.
- Klasycystyczna dzwonnica z pierwszej połowy XIX w. z dzwonem z 1551 r.
- Obelisk poświęcony Joelowi Barlowowi
- Ślady zamku
- cmentarz żydowski znajdujący się obok bazy nieistniejącej już Rolniczej Spółdzielni Produkcyjnej "Kłos"

## Edukacja
- Przedszkole
- Szkoła Podstawowa im. Jana Pawła II
- Gimnazjum Publiczne im. Jana Pawła II
- Zespół Szkół Rolnicze Centrum Kształcenia Rolniczego im. Jana Pawła II:
  - Technikum Agrobiznesu
  - Technikum Hodowli Koni
  - Technikum Rolnicze
  - Zasadnicza Szkoła Rolnicza
  - Technikum Uzupełniające
- Centrum Kształcenia na odległość – „Wioska Internetowa”

## Urzędy i instytucje
- Urząd Gminy Żarnowiec
- Urząd Pocztowy w Żarnowcu
- Agencja Inicjatyw Lokalnych
- Samodzielny Publiczny Zakład Opieki Zdrowotnej
- Niepubliczny Zakład Usług Medycznych i Rehabilitacyjnych – Ośrodek Delphinus
- Przychodnia Weterynaryjna

## Kultura i Sport
- Gminny Ośrodek Kultury Sportu i Turystyki
- Gminna Biblioteka Publiczna
- klub piłkarski LKS Trzy Korony Żarnowiec
- Gazeta lokalna: „Echo Żarnowca”

## Organizacje
- Towarzystwo Przyjaciół Ziemi Żarnowieckiej
- Stowarzyszenie na Rzecz Wspierania i Rozwoju Oświaty Wiejskiej
- Fundacja na rzecz Rehabilitacji Medycznej i Społecznej – Delphinus

## Religia
- Parafia rzymskokatolicka pw. Narodzenia NMP w Żarnowcu.
- Żarnowiec jest siedzibą dekanatu żarnowieckiego wchodzącego w skład Diecezji kieleckiej.

## Osoby związane z Żarnowcem
- Grzegorz z Żarnowca – polski polemista i teolog kalwiński.
- Maksymilian Binkiewicz – polski duchowny katolicki, błogosławiony Kościoła katolickiego.
- Damian Pietrasik – polski paraolimpijczyk, zdobywca srebrnego medalu w pływaniu na XIII Letnich Igrzyskach Paraolimpijskich w Pekinie
- Marek Kolasiński – polski polityk, przedsiębiorca, poseł na Sejm III kadencji.
- Erazm Kulesza – polski dziennikarz, inżynier i działacz związków zawodowych, przewodniczący Stronnictwa Demokratycznego (1944–1945).
- Joel Barlow – amerykański poeta, polityk i dyplomata.
- Henryk Borowski (Henry Hoenigan) – polski malarz tworzący od 1950 w Kanadzie.